# Liste des cours d'eau du Maine
Liste des rivières du Maine (État Américain).
La liste est organisée selon la structure des affluents du nord au sud le long de la côte.

## Le Fleuve Saint-Jean

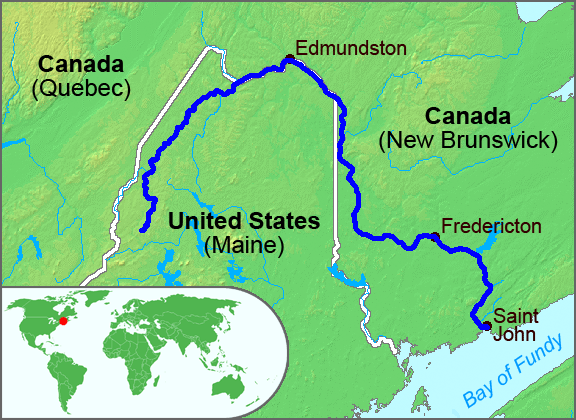
Le fleuve Saint-Jean (Maine et Nouveau-Brunswick)

Note : Le cours supérieur du fleuve Saint-Jean récupère les eaux des cours d'eau du sud-est du Québec.
Rive gauche du Fleuve Saint-Jean
- Fleuve Saint-Jean
  - Rivière Saint-Jean Sud-Ouest, Québec et Maine
    - Petite rivière Saint-Jean Sud-Ouest
    - Rivière Saint-Jean Branche Baker

  - Rivière Saint-Jean Nord-Ouest, Maine
    - Rivière Daaquam, Québec et Maine
    - Rivière à la Loutre (rivière Saint-Jean Nord-Ouest), Québec et Maine

  - Grande rivière Noire (fleuve Saint-Jean) au Québec et désignée "Big Black River" dans le Maine
    - Rivière Depot, Maine
      - Rivière Brown (rivière Dépôt), Québec et Maine

    - Rivière Gobeil (Grande rivière Noire), Québec et Maine
    - Rivière Saint-Roch au Québec et Shields Branch au Maine
      - Rivière du Rochu, Québec (désignée Petite rivière Saint-Roch dans le Maine)

    - Rivière des Cinq Milles (Québec-Maine) (ou "Fivemile Brook" dans le Maine)
    - Rivière des Deux Milles (Québec-Maine) (ou "Twomile Brook" dans le Maine)

  - Rivière Chimenticook, Maine
    - Lac de l'Est (Kamouraska), Québec et Maine

  - Rivière Pocwock, Québec et Maine
    - Branche Ouest de la rivière Pocwock, Québec et Maine
    - Branche Est de la rivière Pocwock, Maine
- Rivière Noire (fleuve Saint-Jean) (désignée "Little Black River" dans le Maine), Québec et Maine
- Branche Ouest de la Petite rivière Noire (Québec-Maine)
  - Branche Campbell de la Petite rivière Noire (Québec-Maine)
- Rivière Saint-François (fleuve Saint-Jean) (anglais : Saint Francis River), Québec et Maine

Rive droite du Fleuve Saint-Jean
- Fleuve Saint-Jean
  - Rivière Allagash, Maine
    - Ruisseau Musquacook, Maine

  - Rivière aux Poissons
    - Rivière Rouge (lac Saint-Froid)
    - Rivière Birch (lac Saint-Froid)
      - Branche Nord de la Rivière Birch
      - Branche Sud de la Rivière Birch

    - Petite Rivière

  - Rivière Aroostook
    - Ruisseau Sainte-Croix
      - Rivière Blackwater
        - Branche Nord de la Rivière Blackwater
        - Branche Sud de la Rivière Blackwater

    - Rivière Machias
      - Branche Sud de la rivière Machias

    - Petite rivière Machias
    - Petite Rivière Madawaska

  - Rivière de Chute
  - Rivière Meduxnekeag
    - Branche Sud de la rivière Meduxnekeag
    - Branche Nord de la Rivière Meduxnekeag

## Le Sud-Est
- Rivière Sainte-Croix (Maine)
  - Petite Rivière (Big Lake)
- Petite River (Baie Passamaquoddy)
- Rivière Pennamaquan
- Rivière Hardscrabble
- Rivière Dennys
- Rivière Orange (Maine)
- Rivière Machias

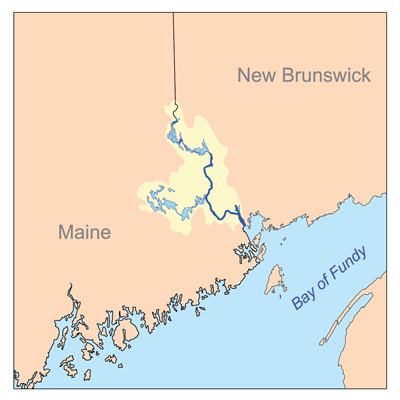
Bassin versant de la Rivière Sainte-Croix

  - Branche Ouest de la rivière Machias
  - Rivière Crooked
  - Rivière Middle
  - Rivière Machias East
    - Rivière Maine
- Rivière Englishman
- Rivière Chandler
  - Branche Est de la rivière Chandler
- Rivière Sandy
- Rivière Indian
  - Branche Ouest de la Rivière Indian
- Rivière Ouest
- Rivière Pleasant
  - Rivière Western Little
  - Rivière Little
  - Branche Ouest de la Rivière Pleasant
- Rivière Harrington
- Rivière Mill (Maine)
- Rivière Narraguagus
  - Branche Ouest de la rivière Narraguagus (Hancock County, Maine)
  - Rivière Little Narraguagus
  - Branche Ouest de la rivière Narraguagus (Cherryfield, Maine)
    - Rivière Spring
- Rivière Skillings
- Rivière Jordan (Maine)
- Rivière Union
  - Branche Est de la Rivière Union
    - Rivière Bog
    - Rivière Union Middle Branch

  - Branche Ouest de la Rivière Union
  - Ruisseau Webb
    - Ruisseau Webb
      - Ruisseau Mill
        - Rivière Little Bog
- Rivière Benjamin

## Penobscot Bay
- Rivière Bagaduce
- Rivière Penobscot

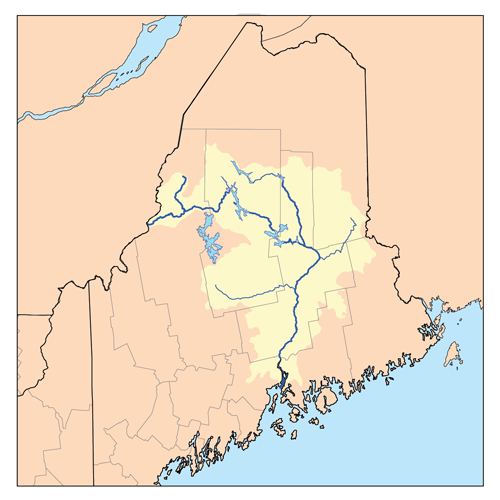
Bassin versant de la Rivière Penobscot

  - Branche Est de la rivière Penobscotr
    - Rivière Seboeis
      - Rivière Little Seboeis

  - Branche Ouest de la rivière Penobscot
    - Branche Nord de la rivière Penobscot
    - Branche Sud de la rivière Penobscot

  - Rivière Mattawamkeag
    - Branche Est de la rivière Mattawamkeag
    - Branche Ouest de la rivière Mattawamkeag
    - Ruisseau Molunkus

  - Rivière Piscataquis
    - Branche Est de la rivière Piscataquis
    - Branche Ouest de la rivière Piscataquis
    - Rivière Sebec
    - Rivière Pleasant
      - Branche Est de la rivière Pleasant
        - Branche Middle de la rivière Pleasant

      - Branche Ouest de la rivière Pleasant

  - Rivière Passadumkeag
    - Branche Est de la rivière Passadumkeag
    - Branche Ouest de la rivière Passadumkeag

  - Rivière Stillwater
  - Kenduskeag
  - Branche Nord de la rivière Marsh
    - Ruisseau Marsh

  - Branche Sud de la rivière Marsh
  - Rivière Orland
    - Rivière Narramissic
      - Rivière Dead
- Rivière Goose (Baie Belfast)
- Rivière Passagassawakeag
- Rivière Little
- Rivière Ducktrap
- Rivière Megunticook
- Rivière Goose (Rockport Harbor)

## Mi-Côte
- Rivière Weskeag
- Rivière Saint Georges
  - Morts De La Rivière
  - De Retour De La Rivière (Saint-Georges De La Rivière)
  - Rivière Oyster
    - Bras Ouest De La Rivière Oyster
    - À L'Est De La Branche De La Rivière Oyster

  - Moulin De La Rivière
- Rivière Meduncook
  - De Retour De La Rivière (Meduncook De La Rivière)
- Rivière Medomak
  - De Retour De La Rivière (Medomak De La Rivière)
  - Rivière Goose
- Rivière Pemaquid
- Rivière Johns
  - Branche Orientale de la rivière Johns
  - Nord En Direction De La Johns River
- La Rivière Damariscotta
  - Little River (La Rivière Damariscotta)
- Sheepscot Rivière
  - Branche Ouest de la rivière Sheepscot
  - Rivière Dyer
  - Marais De La Rivière
  - De Cross River
  - De Retour De La Rivière (Boothbay, Maine)
  - Rivière Sasanoa (se connecte à la Rivière Kennebec)
  - Peu Sheepscot Rivière
- Rivière Little (Georgetown, Maine)

## Rivière Kennebec
- Rivière Kennebec
  - Rivière Moose
    - Branche Sud de la rivière Moose

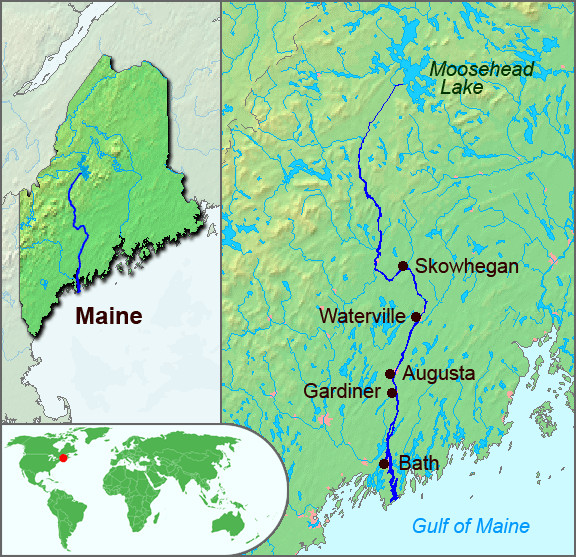
Rivière Kennebec

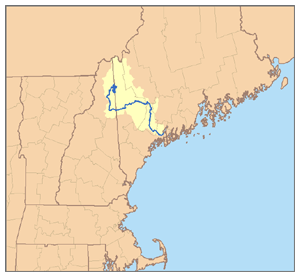
Androscogin bassin versant de la Rivière

      - Branche Est de la rivière Moose
      - Branche Ouest de la rivière Moose

  - Rivière Roach
  - Ruisseau Moxie
  - Rivière Dead (also called West Branch)
    - Branche Nord de la rivière Dead
    - Branche Sud de la rivière Dead

  - Rivière Carrabassett
    - Branche Sud de la rivière Carrabassett
    - Branche Ouest de la rivière Carrabassett

  - Rivière Sandy
    - Branche Sud de la rivière Sandy
    - Ruisseau Lemon

  - Rivière Sebasticook
    - Branche Est de la rivière Sebasticook

  - Rivière Little
  - Rivière de l'Est
    - Branche Est de la rivière Rivière de l'Est
    - Branche Ouest de la rivière de l'Est

  - Rivière Abagadasset
  - Rivière Androscoggin
    - Rivière Rapid
      - Rivière Cupsuptic
        - Branche Est de la rivière Cupsuptic
        - Petite branche Est de la rivière Cupsuptic

      - Rivière Kennebago
      - Rivière Rangeley

    - Rivière Magalloway
      - Branche Ouest de la rivière Magalloway
        - Troisième branche Est de la rivière Magalloway

      - Seconde branche Est de la rivière Magalloway
      - Première branche Est de la rivière Magalloway
      - Petite rivière Magalloway
        - Branche du milieu de la Petite rivière Magalloway
        - Branche Ouest de la Petite rivière Magalloway

    - Rivière Dead Cambridge
      - Rivière Swift Cambridge

    - Rivière Wild
    - Rivière Pleasant
      - Branche Est de la rivière Pleasant
      - Branche Ouest de la rivière Pleasant

    - Rivière Alder
    - Rivière Sunday
      - Branche Sud de la rivière Sunday

    - Rivière Bear
    - Rivière Ellis
      - Branche Ouest de la rivière Ellis

    - Rivière Concord
    - Rivière Swift
      - Branche Ouest de la rivière Swift
      - Branche Est de la rivière Swift

    - Rivière Webb
    - Rivière Dead (rivière Androscoggin)
    - Rivière Nezinscot
      - Branche Est de la rivière Nezinscot
      - Branche Ouest de la Nezinscot

    - Rivière Little Androscoggin
      - Rivière Sanborn

    - Rivière Sabattus
      - Rivière Dead (rivière Sabattus)

    - Petite Rivière
    - Rivière Muddy
    - Rivière Cathance

  - Rivière Sasanoa (se connectant à la rivière Sheepscot)
  - Rivière Noire (rivière Kennebec) (se connectant à la rivière Sheepscot)

## Le Sud du Maine
- Rivière Morse
- Rivière Sprague
- Rivière New Meadows
- Petite rivière
- Rivière Harraseeket
- Rivière Royal
  - Rivière Cousins
- Rivière Presumpscot
  - Rivière Tenny
  - Rivière Songo
    - Rivière Bear
    - Rivière de la Chute
    - Rivière Crooked

  - Rivière Muddy
  - Rivière Nord-Ouest
  - Rivière Sticky
  - Rivière Pleasant
  - Petite Rivière
    - Branche Nord de la Petite Rivière

  - Rivière Piscataqua
    - Branche Est de la Rivière Piscataqua
- Rivière Fore
  - Rivière Stroudwater
    - Branche Sud de la rivière Stroudwater
- Rivière Spurwink
- Rivière Scarborough
  - Rivière Dunstan
  - Rivière Nonesuch
  - Rivière Libby

- Rivière Saco
  - Rivière Saco Old Course
    - Rivière Charles
      - Rivière Cold
        - Rivière Mad

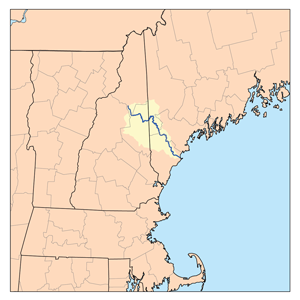
Bassin versant de la Rivière Saco

          - Branche du milieu de la rivière Mad
          - Branche Sud de la rivière Mad

        - Rivière Little Cold

    - Rivière Kezar

  - Petite rivière Saco
  - Rivière Shepards
  - Rivière Tenmile
    - Branche Ouest de la rivière Tenmile

  - Ruisseau Hancock
  - Rivière Ossipee
    - Rivière du Sud
    - Petite Rivière (rivière Ossipee)

  - Petite rivière Ossipee
- Petite Rivière (Baie Goosefare)
- Rivière Batson
- Rivière Kennebunk
- Rivière Mousam
  - Branche du milieu de la rivière Mousam
    - Rivière Littlefield
- Petite Rivière (Île Drakes, Maine)
  - Rivière Merriland
- Rivière Webhannet
- Rivière Ogunquit
- Rivière Josias
- Rivière du Cap Neddick
- Petite Rivière (York, Maine)
- Rivière York
- Rivière Piscataqua
  - Rivière Salmon Falls
    - Petite Rivière (rivière Salmon Falls)
    - Rivière Great Works
      - Rivière Neoutaquet